# James Stockdale
James Bond Stockdale (23 de diciembre de 1923 – 5 de julio de 2005) fue un vicealmirante y aviador de la Armada de los Estados Unidos que recibió la Medalla de Honor en la Guerra de Vietnam, durante la cual fue prisionero de guerra durante más de siete años.
Stockdale fue el oficial naval estadounidense de más alto rango capturado en Hanói, Vietnam del Norte. Antes de su captura, lideró misiones aéreas desde el portaaviones USS Ticonderoga (CV-14) durante el incidente del golfo de Tonkín en 1964. En su siguiente misión, como comandante del Ala Aérea de Portaaviones Dieciséis a bordo del USS Oriskany (CV-43), su avión A-4 Skyhawk fue derribado en Vietnam del Norte el 9 de septiembre de 1965. Tras su liberación y regreso a Estados Unidos, fue nombrado presidente de la Escuela de Guerra Naval en octubre de 1977, cargo que ocupó hasta su retiro de la Armada en 1979. Ya como vicealmirante retirado, asumió la presidencia de The Citadel, la prestigiosa academia militar, entre 1979 y 1980.
En las elecciones presidenciales de 1992, James Stockdale se postuló como candidato a la vicepresidencia de Estados Unidos junto a Ross Perot, integrando una fórmula independiente.

## Vida temprana y educación
James Stockdale nació el 23 de diciembre de 1923 en Abingdon, Illinois, siendo hijo de Vernon Beard Stockdale (1888–1964) y Mabel Edith Stockdale (de soltera Bond, 1889–1967).Tras estudiar brevemente en el Monmouth College, ingresó en la Academia Naval de los Estados Unidos en Annapolis, Maryland, en junio de 1943.

## Carrera naval
El 5 de junio de 1946, se graduó con una Licenciatura en Ciencias de la Academia Naval de los Estados Unidos con la Clase de 1947, debido al horario reducido que aún se mantenía desde la Segunda Guerra Mundial. Académicamente, ocupó el puesto 130 entre 821 graduados de su clase.Su primer destino fue el de oficial de artillería auxiliar a bordo del destructor dragaminas USS Carmick (DD-493) de junio a octubre de 1946. Posteriormente, sirvió a bordo del USS Thompson (DD-627) de octubre de 1946 a febrero de 1947, del USS Charles H. Roan (DD-853) de febrero de 1947 a julio de 1948, y del USS Deming (PCS-1392) de julio de 1948 a junio de 1949.
Stockdale fue aceptado para entrenamiento de vuelo en junio de 1949 y se presentó en la Estación Aeronaval de Pensacola, Florida. En septiembre de 1950, fue designado Aviador Naval en la Estación Aeronaval de Corpus Christi, Texas. Posteriormente, recibió instrucción adicional en la Estación Aeronaval de Norfolk, Virginia, de octubre de 1950 a enero de 1951. En enero de 1954, fue aceptado en la Escuela de Pilotos de Pruebas Navales de los Estados Unidos, en la base del río Patuxent, en el sur de Maryland, y completó su entrenamiento en julio de 1954. Allí, fue tutor del aviador del Cuerpo de Marines de los Estados Unidos, John Glenn, en matemáticas y física.Fue piloto de pruebas hasta enero de 1957.
En 1959, la Armada de los EE. UU. envió a Stockdale a la Universidad Stanford, donde obtuvo una maestría en relaciones internacionales en 1962. Stockdale prefería la vida de piloto de combate a la académica, pero más tarde atribuyó a la filosofía estoica el haberlo ayudado a sobrellevar su situación como prisionero de guerra.

### Guerra de Vietnam

#### Incidente del Golfo de Tonkín
Más información: Incidente del Golfo de Tonkín
El 2 de agosto de 1964, durante una patrulla DESOTO en el Golfo de Tonkín, el destructor USS Maddox (DD-731) se enfrentó a tres lanchas torpederas P-4 de la Armada de Vietnam del Norte del 135.º Escuadrón de Torpedos.Tras un intenso combate de cañones y torpedos, en el que el Maddox disparó más de 280 proyectiles de 130 mm (5 pulgadas), y las lanchas torpederas utilizaron sus 6 torpedos (todos fallidos) y cientos de disparos de ametralladora de 14,5 mm, los combatientes rompieron el contacto. Mientras las lanchas torpederas giraban hacia la costa norvietnamita, llegaron cuatro cazas F-8 Crusader del USS Ticonderoga (CV-14) y atacaron de inmediato a las lanchas torpederas en retirada.
Stockdale (comandante del VF-51 (Escuadrón de Cazas 51)), con el teniente general (grado subalterno) Richard Hastings atacó las lanchas torpederas T-333 y T-336, mientras que el comandante R. F. Mohrhardt y el teniente comandante C. E. Southwick atacaron la lancha torpedera T-339. Los cuatro pilotos del F-8 informaron no haber logrado impactos con sus cohetes Zuni, pero informaron impactos en las tres lanchas torpederas con sus cañones de 20 mm.
Dos noches después, el 4 de agosto de 1964, Stockdale se encontraba sobrevolando el Golfo de Tonkín durante el segundo ataque reportado. A diferencia del primer evento, que fue una batalla naval real, no se creía que fuerzas vietnamitas hubieran participado en el segundo enfrentamiento. A principios de la década de 1990,relató: «Tenía el mejor asiento del lugar para presenciar ese evento, y nuestros destructores simplemente disparaban a objetivos fantasma; no había lanchas PT allí... No había nada más que aguas negras y potencia de fuego estadounidense».
A la mañana siguiente, el 5 de agosto de 1964, el presidente Lyndon Johnson ordenó bombardeos sobre objetivos militares norvietnamitas, que, según anunció, eran una represalia por el supuesto incidente del 4 de agosto. Cuando despertaron a Stockdale a primera hora de la mañana y le dijeron que debía liderar estos ataques, respondió: "¿Represalias por qué?". Más tarde, siendo prisionero de guerra, le preocupaba verse obligado a revelar este secreto sobre la guerra de Vietnam.

#### Prisionero de guerra
El 9 de septiembre de 1965, mientras volaba como comandante del Ala Aérea Dieciséis del portaaviones USS Oriskany en una misión sobre Vietnam del Norte, Stockdale se eyectó de su Douglas A-4 Skyhawk, que había sido alcanzado por fuego enemigo y quedó completamente inutilizado. Se lanzó en paracaídas sobre una pequeña aldea, donde fue brutalmente golpeado y hecho prisionero.
Stockdale estuvo prisionero de guerra en la prisión Hỏa-Lò (la infame "Hanoi Hilton") durante los siguientes siete años y medio. Como oficial naval de alto rango, fue uno de los principales organizadores de la resistencia de los prisioneros. Torturado rutinariamente y privado de atención médica por la grave lesión en la pierna que sufrió durante su captura, Stockdale creó e impuso un código de conducta para todos los prisioneros, que regulaba la tortura, las comunicaciones secretas y el comportamiento.En el verano de 1969, lo encerraron con grilletes en un baño y lo torturaron y golpearon rutinariamente. Cuando sus captores le dijeron que lo exhibirían en público, Stockdale se cortó el cuero cabelludo con una navaja para desfigurarse a propósito y evitar que lo usaran como propaganda. Cuando le cubrieron la cabeza con un sombrero, se golpeó con un taburete hasta que su rostro se hinchó hasta quedar irreconocible. Cuando se descubrió que Stockdale tenía información que podría implicar las llamadas "actividades negras" de sus amigos, se cortó las muñecas para que no pudieran torturarlo para que confesara.Durante su cautiverio, debido a la tortura, le rompieron la pierna dos veces.
Al principio del cautiverio de Stockdale, su esposa, Sybil Stockdale, organizó la Liga de Familias Estadounidenses de Prisioneros de Guerra y Desaparecidos en Acción (LAFA), junto con otras esposas de militares que se encontraban en circunstancias similares. Para 1968, ella y su organización, que exigía al presidente y al Congreso de los Estados Unidos que reconocieran públicamente el maltrato a los prisioneros de guerra (algo que nunca se había hecho a pesar de las pruebas de graves maltratos), atrajeron la atención de la prensa estadounidense. Sybil Stockdale expuso personalmente estas demandas en las Conversaciones de Paz de París.
Stockdale fue uno de los once prisioneros militares estadounidenses conocidos como la "Banda de Alcatraz": George G. McKnight, Sam Johnson y Ronald Storz (fallecido en cautiverio), de la Fuerza Aérea de los Estados Unidos; y George Thomas Coker, Jeremiah Denton (quien se graduó con Stockdale en la Academia Naval), Harry Jenkins, James Mulligan, Howard Rutledge, Robert Shumaker (creador del nombre "Hanoi Hilton"), Nels Tanner y James Stockdale, de la Armada de los Estados Unidos. Por haber sido líderes de la resistencia, fueron separados de los demás cautivos y recluidos en régimen de aislamiento en "Alcatraz", una instalación especial ubicada en un patio trasero del Ministerio de Defensa Nacional de Vietnam del Norte, a aproximadamente una milla de la prisión de Hỏa-Lò. En Alcatraz, cada uno de los prisioneros era mantenido en una celda individual de concreto sin ventanas de 3 por 9 pies (0,9 por 2,7 m), con una bombilla encendida las 24 horas del día y encerrado con grilletes en los pies todas las noches.De los once, Storz murió en cautiverio allí en 1970.

#### Paradoja de Stockdale
James C. Collins relató una conversación que tuvo con James Stockdale sobre su estrategia de afrontamiento durante su período en el campo de prisioneros de guerra vietnamita.Cuando Collins preguntó qué prisioneros no lograron salir de Vietnam, Stockdale respondió:
Ah, eso es fácil, los optimistas. Ellos fueron los que dijeron: «Saldremos para Navidad». Y llegaba la Navidad, y se iba la Navidad. Luego decían: «Saldremos para Pascua». Y llegaba la Pascua, y se iba la Pascua. Y luego el Día de Acción de Gracias, y luego era Navidad otra vez. Y morían de pena. Esta es una lección muy importante. Nunca debes confundir la fe en que al final prevalecerás —la cual nunca puedes permitirte perder— con la disciplina para afrontar los hechos más brutales de tu realidad actual, sean cuales sean.
Collins llamó a esto la paradoja de Stockdale.

## Regreso a los Estados Unidos

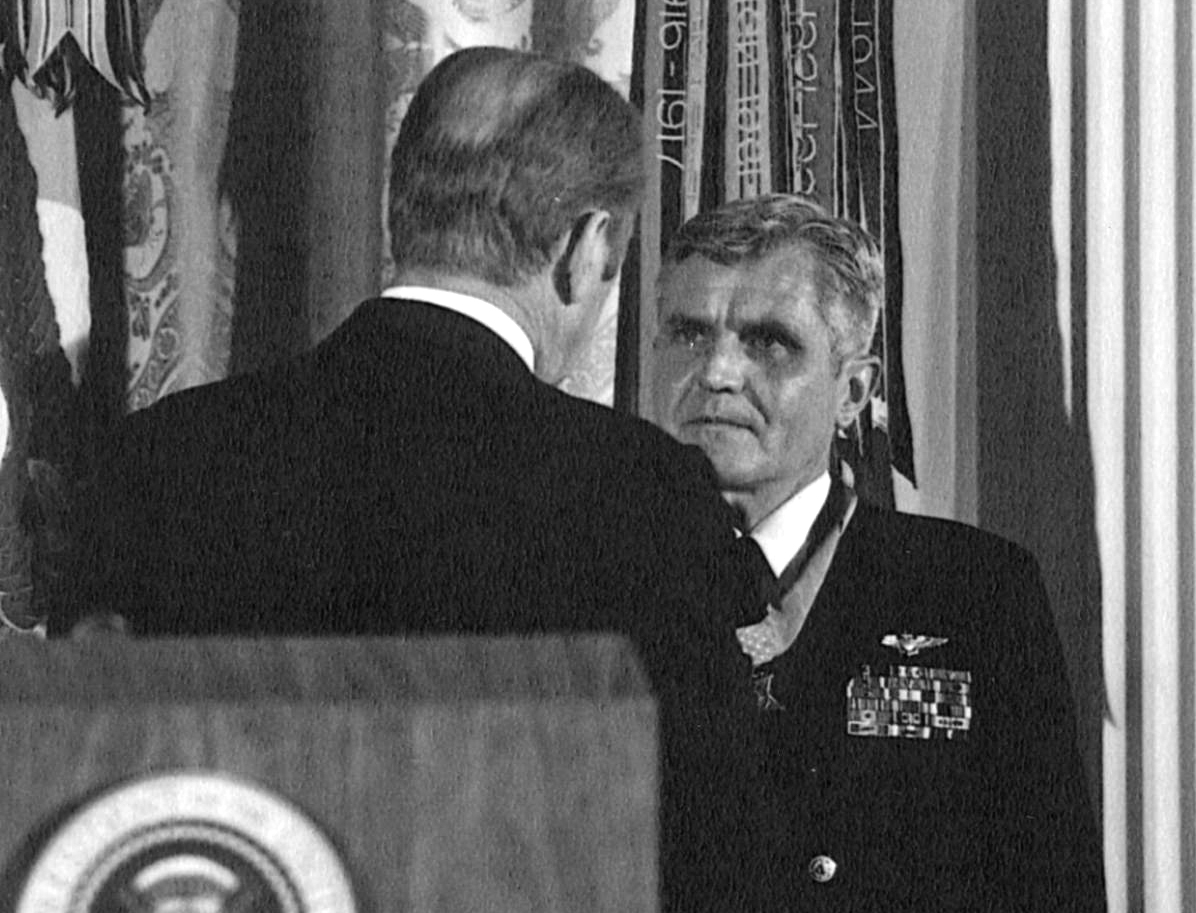
El presidente de los Estados Unidos, Gerald Ford, entrega la Medalla de Honor a Stockdale en la Casa Blanca el 4 de marzo de 1976.

Stockdale fue liberado como prisionero de guerra el 12 de febrero de 1973, durante la Operación Regreso a Casa.
El 4 de marzo de 1976, Stockdale recibió la Medalla de Honor. Presentó cargos contra otros dos oficiales (el Teniente Coronel del Cuerpo de Marines Edison W. Miller y el Capitán de la Armada Walter E. "Gene" Wilber) quienes, según él, habían brindado ayuda y apoyo al enemigo. Sin embargo, el Departamento de la Armada, bajo el liderazgo del entonces Secretario de la Armada, John Warner, no tomó medidas y los retiró "en el mejor interés de la Armada".Tanto Miller como Wilber recibieron cartas de censura.
Debilitado por su cautiverio y maltrato, Stockdale no podía mantenerse en pie y apenas podía caminar a su regreso a Estados Unidos, lo que le impidió volver a la vida militar. En homenaje a su servicio anterior, la Armada lo mantuvo en servicio activo, ascendiéndolo constantemente durante los años siguientes, antes de retirarse como vicealmirante el 1 de septiembre de 1979. Completó su carrera como presidente de la Naval War College de Newport, Rhode Island, del 13 de octubre de 1977 al 22 de agosto de 1979.

### Trabajos y escritos académicos civiles

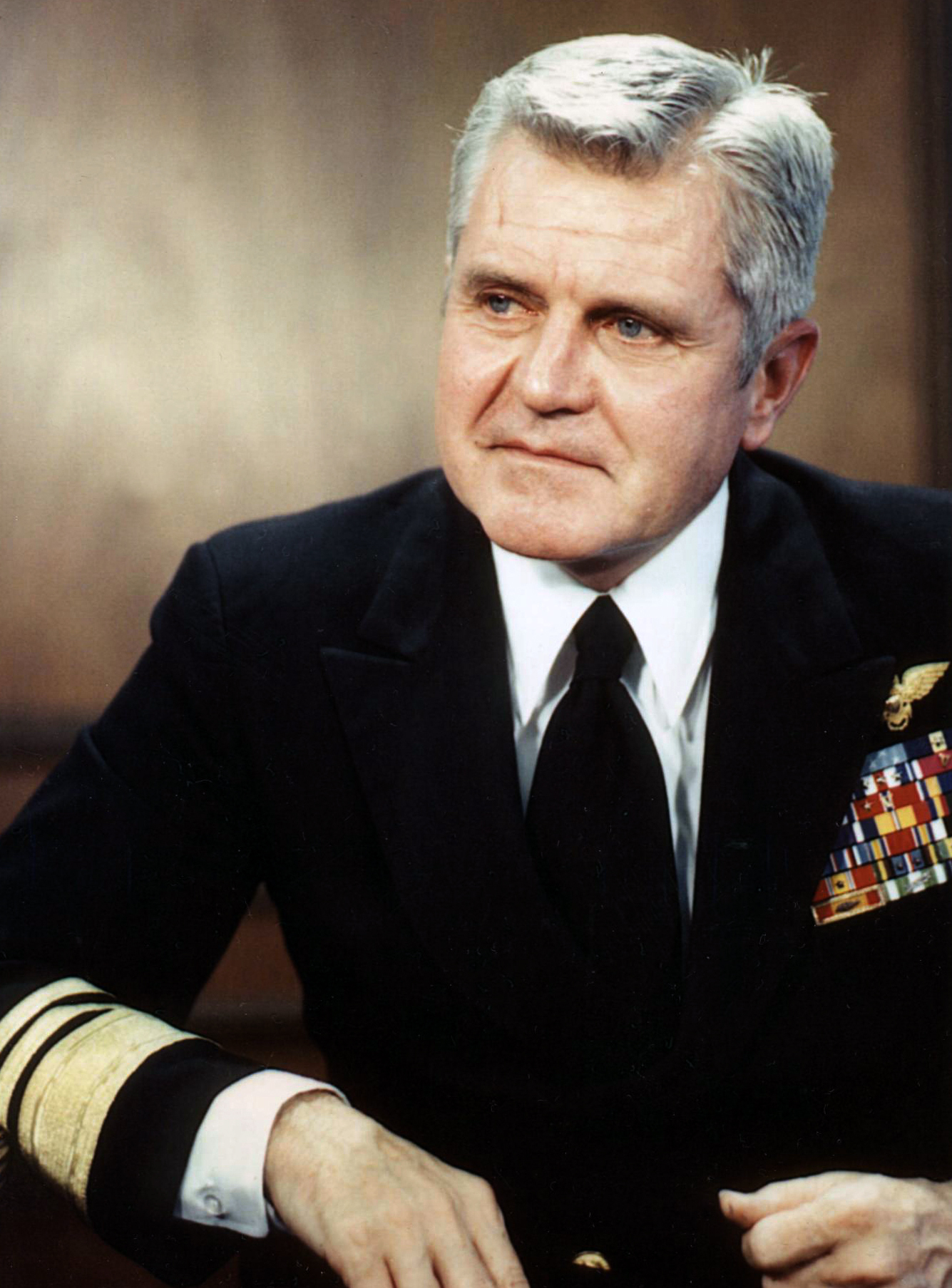
Stockdale como presidente de la Naval War College en 1979.

Tras su jubilación en 1979, se convirtió en presidente de The Citadel. Su mandato allí fue breve y turbulento, ya que se enfrentó a la junta directiva de la universidad, así como a la mayor parte de su administración, al proponer cambios radicales en el sistema militar y otros aspectos de la institución.Dejó The Citadel para convertirse en miembro de la Institución Hoover de la Universidad Stanford en 1981.Durante sus doce años en la Institución Hoover, Stockdale escribió y dio conferencias extensamente. Su enfoque principal fue el estoicismo antiguo y el esclavo romano convertido en filósofo, Epicteto, cuyas lecciones, plasmadas en el Enquiridion, Stockdale atribuyó a su fortaleza durante sus duras pruebas como prisionero en el Hanoi Hilton.Entre 1981 y 1988, Stockdale también presidió el programa de Becarios de la Casa Blanca durante la administración Reagan.
En 1984, Stockdale y su esposa Sybil escribieron juntos In Love and War: the Story of a Family's Ordeal and Sacrifice During the Vietnam War, publicado por Harper and Row. Relata las experiencias de Stockdale en Vietnam; además, en capítulos alternados, narra la temprana participación de Sybil Stockdale en la Liga de Familias Estadounidenses de Prisioneros de Guerra y Desaparecidos en Acción, que ayudó a fundar y fue su primera presidenta.Su historia se convirtió posteriormente en una película para televisión de la NBC titulada In Love and War, protagonizada por James Woods y Jane Alexander.
Stockdale fue miembro de la junta directiva del Instituto Rockford y colaboró frecuentemente con Chronicles: A magazine of American Culture.

## Candidatura a la vicepresidencia
Stockdale conoció al empresario y candidato presidencial Ross Perot gracias a la labor de su esposa en la creación de una organización que representara a las familias de los prisioneros de guerra de Vietnam. El 30 de marzo de 1992, Perot anunció que le había pedido a Stockdale que fuera el candidato provisional a la vicepresidencia en su fórmula independiente de 1992.Perot pretendía reemplazar a Stockdale con otro candidato, pero no lo hizo antes de retirarse de la contienda en julio de 1992.
Perot se reincorporó a la contienda en el otoño de 1992, con Stockdale aún como candidato a la vicepresidencia. A Stockdale no se le informó de su participación en el debate vicepresidencial del 13 de octubre, celebrado en Atlanta, Georgia, hasta una semana antes del evento. No tuvo ninguna preparación formal para el debate, a diferencia de sus oponentes Al Gore y Dan Quayle, y no trató ningún tema político con Perot con antelación.
Stockdale abrió el debate diciendo: "¿Quién soy? ¿Por qué estoy aquí?", en respuesta a la solicitud de una declaración inicial del moderador del debate, Hal Bruno, director político de ABC News.Al principio, las preguntas retóricas provocaron aplausos del público. Sin embargo, su falta de concentración durante el resto del debate (incluso al pedirle al moderador que repitiera una pregunta porque no tenía el audífono puesto) lo hizo parecer confundido y desorientado. Una caricatura humorística del debate en Saturday Night Live más tarde esa semana, con Phil Hartman como Stockdale, consolidó la percepción pública de Stockdale como un hombre torpe.También fue parodiado a menudo por su uso repetido del término gridlock para describir la lentitud de las políticas gubernamentales.

Como presentación ante el amplio segmento de votantes estadounidenses que no lo conocían, el debate fue desastroso para Stockdale. Los medios lo retrataron como una persona mayor y confusa, y su reputación nunca se recuperó. En una entrevista de 1999 con Jim Lehrer, Stockdale explicó que las declaraciones pretendían presentarse a sí mismo y a su historia personal ante la audiencia televisiva:
Fue terriblemente frustrante porque recuerdo que empecé con: "¿Quién soy? ¿Por qué estoy aquí?", y nunca volví a eso porque nunca tuve la oportunidad de explicar mi vida a la gente. Era tan diferente de Quayle y Gore. Los cuatro años en aislamiento en Vietnam, siete años y medio en prisión, el lanzamiento de la primera bomba que desencadenó el bombardeo estadounidense en Vietnam del Norte. Volamos los tanques de almacenamiento de petróleo del mapa. Y nunca... no pude acercarme... no lo digo solo por presumir, pero, bueno, mi sensibilidad es completamente diferente.
En un especial de comedia de HBO de 1994, Dennis Miller dio una apasionada defensa del desempeño de Stockdale en el debate:
Sé que el nombre de Stockdale se ha convertido en un término de moda en esta cultura para referirse a un viejo decrépito, pero veamos el historial, amigos. Fue el primero en entrar y el último en salir de Vietnam, una guerra en la que muchos estadounidenses, incluido su nuevo presidente, decidieron no ensuciarse las manos. Tuvo que usar el audífono en ese debate porque esos malditos animales le rompieron los tímpanos cuando no quiso hablar. Enseña filosofía en la Universidad Stanford; es un hombre brillante, sensible y valiente. Y aun así, cometió el único pecado imperdonable de nuestra cultura: ser malo en televisión.
Perot y Stockdale recibieron el 19 por ciento de los votos en las elecciones presidenciales de 1992, uno de los mejores resultados de una candidatura independiente en la historia electoral de Estados Unidos, aunque no ganaron ningún estado.

## Vida posterior y muerte

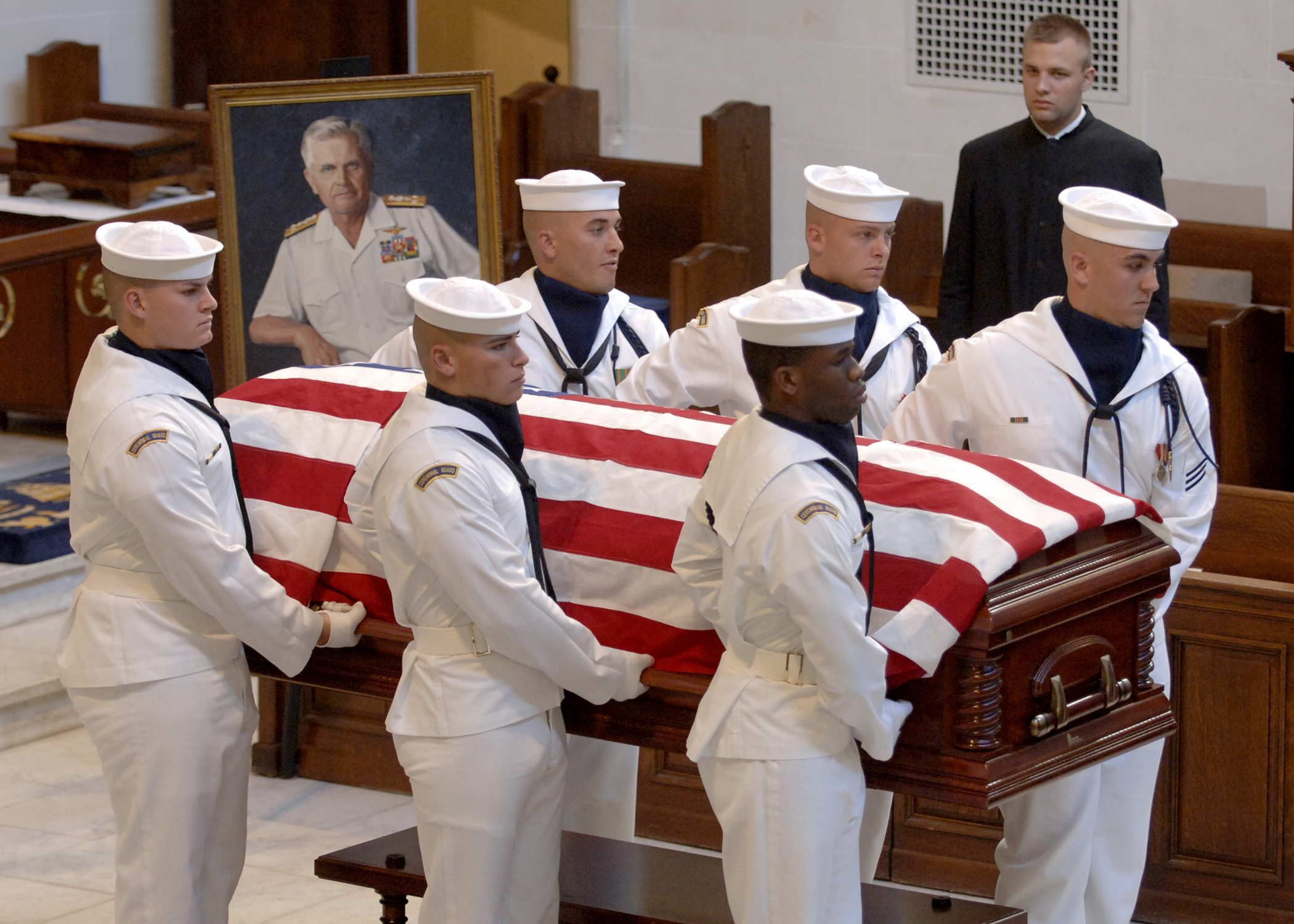
Los marines llevan el ataúd de Stockdale durante su funeral en la Capilla de la Academia Naval de EE. UU. en 2005.

Stockdale se retiró a Coronado, California, mientras sucumbía lentamente a la enfermedad de Alzheimer.Murió a causa de la enfermedad el 5 de julio de 2005. Tenía 81 años. El funeral de Stockdale se llevó a cabo en la Capilla de la Academia Naval y fue enterrado en el Cementerio de la Academia Naval de los Estados Unidos.

## Legado
El Premio Vicealmirante James Bond Stockdale al Liderazgo Inspirador es un premio de la Armada de los Estados Unidos, establecido en 1980 por el Secretario de la Armada de los Estados Unidos, Edward Hidalgo, para honrar el liderazgo inspirador de Stockdale. El premio se otorgó por primera vez en 1981.
La Armada de los Estados Unidos ha bautizado varias estructuras en su honor, incluyendo el destructor de misiles guiados clase Arleigh Burke USS Stockdale (DDG-106), bautizado el 10 de mayo de 2008.En la Base Aeronaval de North Island en Coronado, California, la puerta principal (inaugurada el 30 de agosto de 2007) y el edificio del cuartel general de la escuela de Supervivencia, Evasión, Resistencia y Escape (SERE) de la Flota del Pacífico recibieron su nombre. En julio de 2008, se erigió una estatua suya frente al Luce Hall de la Academia Naval de los Estados Unidos, sede del Centro Vicealmirante James B. Stockdale para el Liderazgo Ético.
En 1976, recibió el Premio Golden Plate de la Academia Estadounidense de Logros.
El Stockdale Center, el centro de estudiantes del Monmouth College en Monmouth, Illinois, al que asistió antes de transferirse a la Academia Naval, fue inaugurado en su honor en 1989.
Fue consagrado en el Salón de la Fama de la Aviación Nacional en 2002.
El Admiral James & Sybil Stockdale Arena en el South Kent School recibió el nombre de Stockdale y su esposa en abril de 2014.